# Gare de Hineno
La gare de Hineno (日根野駅, Hineno-eki) est une gare ferroviaire localisée dans la ville de Izumisano, dans la préfecture d'Osaka au Japon. La gare est exploitée par la compagnie JR West sur les lignes Kansai Airport et Hanwa.

## Disposition des quais
La gare de Hineno est une gare disposant de deux quais et de quatre voies.
| N° de voie | Ligne            | Direction               |
| ---------- | ---------------- | ----------------------- |
| 1・2       | ▆ Hanwa          | Izumi-Sunagawa/Wakayama |
| 1・2       | ▆ Kansai Airport | Aéroport du Kansai      |
| 3・4       | ▆ Hanwa          | Tennôji/Ôsaka           |

## Gares/Stations adjacentes
| JR West            |                      |                                        |                      |                        |
| Direction Wakayama | Ligne Hanwa          | Ligne Hanwa                            | Ligne Hanwa          | Direction Tennôji      |
| Izumi-Sunagawa     |                      | Rapid Service 快速                     |                      | Kumatori               |
| Izumi-Sunagawa     |                      | Rapid Service Direct 直通快速          |                      | Kumatori               |
| Izumi-Sunagawa     |                      | Rapid Service Kishūji （※） 紀州路快速 |                      | Kumatori               |
| Nagataki           |                      | Rapid Service Kishūji 紀州路快速       |                      | Kumatori               |
| Nagataki           |                      | Rapid Service B B快速                  |                      | Kumatori               |
| Nagataki           |                      | Rapid Service Régional 区間快速        |                      | Kumatori               |
| Nagataki           |                      | Local 普通                             |                      | Kumatori               |
| Direction Aéroport | Ligne Kansai Airport | Ligne Kansai Airport                   | Ligne Kansai Airport | Direction Tennôji      |
| Rinkū Town         |                      | Rapid Service Kansai Airport 関空快速  |                      | Kumatori (Ligne Hanwa) |
| Rinkū Town         |                      | Rapid Service Direct 直通快速          |                      | Kumatori (Ligne Hanwa) |
| Rinkū Town         |                      | Local Shuttle シャトル普通             |                      | Terminus               |

（※） Une partie seulement des Rapid Service Kishūji du matin .
- Les Limited Express Haruka et Kuroshio s'arrêtent à cette gare

| Limited Express |  |          |  |             |
| Kansai Airport  |  | Haruka   |  | Izumi-Fuchū |
| Izumi-Sunagawa  |  | Kuroshio |  | Izumi-Fuchū |